# Sundadanionidae
Сундаданієві (Sundadanionidae) — родина крихітних прісноводних риб ряду коропоподібних (Cypriniformes).
Її представники водяться в чорноводних струмках серед торф'яних болотних лісів острівної частини Південно-Східної Азії (Калімантан, Суматра, Банка, Бінтан, Сінгкеп). Ці водойми відзначаються високою кислотністю води (низький pH).
До 2011 року вважалося, що рід Sundadanio складається з єдиного виду Sundadanio axelrodi, але з'ясувалося, що насправді під цією назвою об'єднується 8 різних видів. 2012 року був описаний також новий вид і рід Fangfangia, близький до Sundadanio, але з кількома унікальними анатомічними модифікаціями.
Таким чином, родина Sundadanionidae включає 2 роди та 9 видів:
- Fangfangia  Britz, Kottelat & Tan, 2012
  - Fangfangia spinicleithralis  Britz, Kottelat & Tan, 2012
- Sundadanio  Kottelat & Witte, 1999
  - Sundadanio axelrodi  (Brittan, 1976)
  - Sundadanio atomus  Conway, Kottelat & Tan, 2011
  - Sundadanio echinus  Conway, Kottelat & Tan, 2011
  - Sundadanio gargula  Conway, Kottelat & Tan, 2011
  - Sundadanio goblinus  Conway, Kottelat & Tan, 2011
  - Sundadanio margarition  Conway, Kottelat & Tan, 2011
  - Sundadanio retiarius  Conway, Kottelat & Tan, 2011
  - Sundadanio rubellus  Conway, Kottelat & Tan, 2011

Всі члени родини є мініатюрними рибками, їхній розмір не перевищує 20 мм стандартної (без хвостового плавця) довжини.
Два роди (Fangfangia і Sundadanio) морфологічно подібні. Вони мають ряд спільних синапоморфій, серед яких специфічна структура променів анального плавця, унікальна будова бічних відростків центру першого хребця, велика кількість периферійних (procurrent) променів хвостового плавця. Представники роду Sundadanio відрізняються від решти коропоподібних також декількома унікальними ознаками, пов'язаними зі статевим диморфізмом грудного пояса, осьового скелета та пов'язаних із ними м'язів. Ідентифікація видів майже повністю базується на елементах забарвлення дорослих самців. Забарвлення самок є відносно однорідним для більшості представників роду. Крім того, самці можуть видавати звуки кумкання (буркотіння).
Традиційно роди Fanfangia і Sundadanio зараховувались до підродини коропових риб Danioninae, але молекулярні дослідження не підтвердили цього. Починаючи з 2010 року, систематика коропоподібних зазнала суттєвих змін. Рівень колишньої родини коропових Cyprinidae був підвищений до надродини Cyprinoidea, а тоді — підряду Cyprinoidei. Статус колишніх підродин був підвищений до родин. Крім того, було визнано декілька нових родин, серед них Sundadanionidae.
Ряд досліджень виявив спорідненість (у різній комбінації) між родами Esomus, Paedocypris, Sundadanio і Danionella, проте існує варіативність філогенетичної позиції зазначених родів, визначеної як за молекулярними, так і за морфологічними даними. Кілька молекулярно-філогенетичних досліджень, зосереджених на різних аспектах систематики коропоподібних, включали Sundadanio. Філогенетична позиція роду, визначена ними є суперечливою, було висунуто аж шість альтернативних гіпотез. Морфологічні дані нерідко розходяться з молекулярними. Проте врешті було підтверджене існування окремої родини Sundadanionidae.
Торф'яні болотні ліси Південно-Східної Азії, що є домівкою представників родини, належать до числа найбільш вразливих прісноводних середовищ існування в світі. Багато їх вже щезло, а ті, що залишилися, перебувають під сильною загрозою існуванню через антропогенну діяльність: вирубування лісів, осушення боліт та перетворення цих ділянок на плантації товарних культур. Під загрозою перебуває й існування ендемічних видів тутешніх риб. Торф'яні болотні ліси є притулком для надзвичайно великої кількості мініатюрних риб, більшість з яких належить до ряду коропоподібних, серед них і сундаданієві. Середовища існування багатьох видів Sundadanio сильно деградовані. Сталося знищення цілих популяцій Sundadanio, для інших вимирання може стати реальністю в майбутньому, враховуючи обмежені ареали та стенотопну природу цих унікальних коропоподібних.